# Skärgård
För andra betydelser, se Skärgård (olika betydelser).

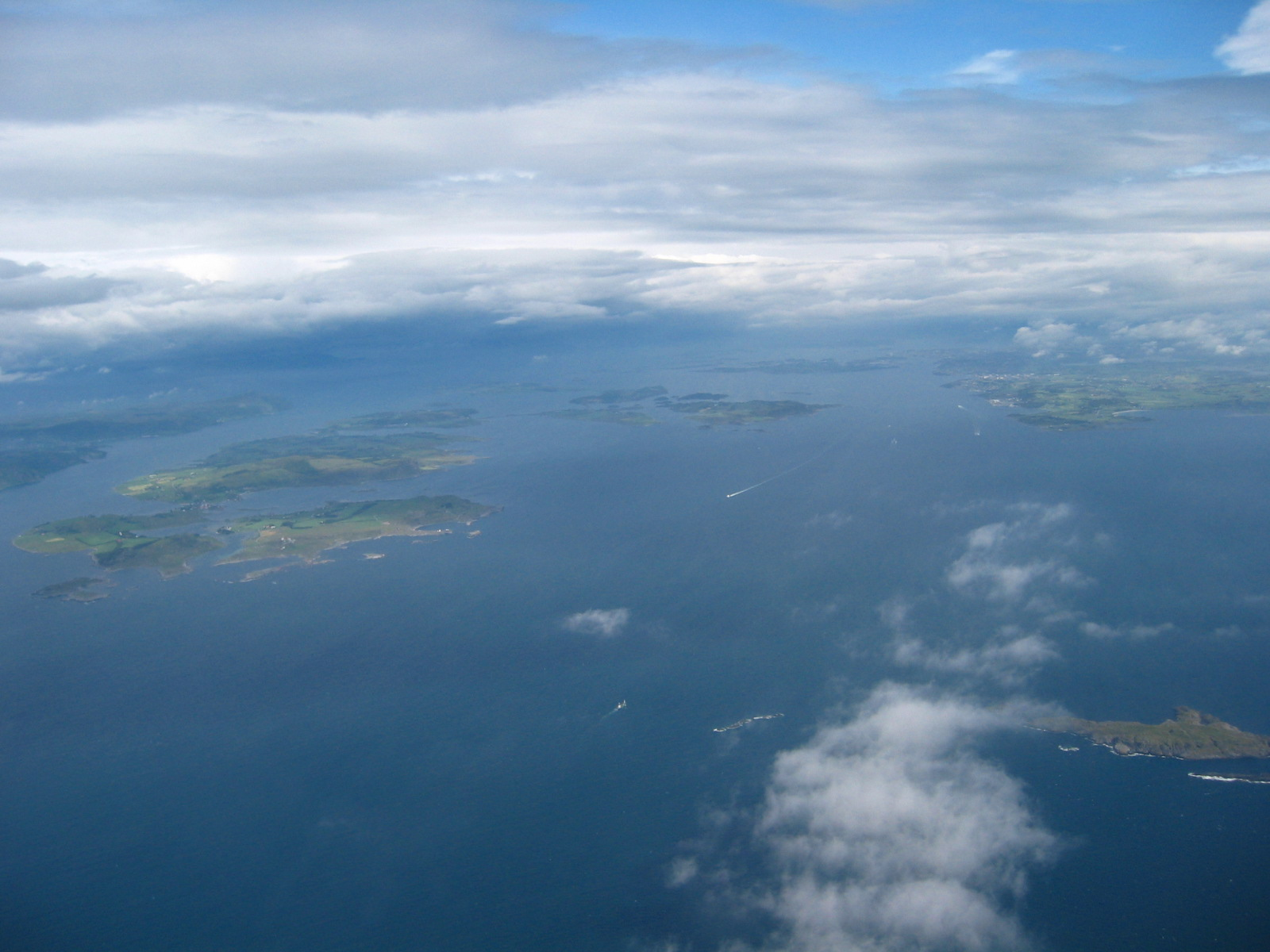
Rogalands skärgård.

En skärgård är en samling av skär, holmar, öar och omgivande vattenområde med anknytning till en kust. En skärgård är en typ av arkipelag eller ögrupp. Den senare termen kan användas om en större samling av öar oavsett dessas storlek, medan en skärgård domineras av smärre öar. Dess motsats är öppen kust.
Vanligen är en skärgård bildad i hårda bergarter, såsom gnejser eller graniter. De är främst begränsade till områden som har legat under inlandsisar och upplever en landhöjning. Det ger skärgårdarna en tämligen begränsad utbredning i form av Skandinaviska halvön och Finland, Skottland, nordöstra Kanada och södra Chile.
En skärgård trafikeras vanligtvis med färjor eller skärgårdsbåtar.

## Skärgårdar

### Sverige
Förteckningen tar upp skärgårdsregionerna längs kusten från Strömstad till Haparanda.

#### Västkusten
- Göteborgs skärgård
- Bohusläns skärgård

#### Sydkusten
- Blekinge skärgård

#### Ostkusten
- Gryts skärgård
- Misterhults skärgård
- Nyköpings skärgård
- Oskarshamns skärgård
- Oxelösunds skärgård
- Sankt Anna skärgård
- Stockholms skärgård
- Trosa skärgård
- Tjusts skärgård

#### Bottenhavet och Bottenviken
- Hälsinglands skärgård
- Höga kusten
- Luleå skärgård
- Kalix skärgård
- Haparanda skärgård
- Piteå skärgård

#### Insjöar
- Värmlandsskärgården
- Mariestads skärgård
- Lurö skärgård
- Kållands skärgårdar
- Norra Vätterns Skärgård
- Yxningens skärgård
- Tranås skärgård

### Finland
- Nylands kust
- Åbolands skärgård
- Ålands skärgård
- Österbottens kust

### Kroatien
- Zadars skärgård

### Nordamerika
- Alexanderarkipelagen

### Chile
- Chonosöarna
- Archipiélago Guayaneco
- Archipiélago Mornington
- Archipiélago Madre de Dios
- Archipiélago de Hanover
- Archipiélago Wellington
- Eldslandet